# Фи Парусов
Фи Парусов (φ Парусов, φ Velorum, φ Vel) — бело-голубая звезда в созвездии Парусов. Является сверхгигантом, в 10 раз больше Солнца в диаметре.

## Особенности
Является одной из звезд спектрального класса В5. Она в 10 900 раз ярче Солнца. Находится на расстоянии 1930 световых лет от Солнечной системы и имеет видимую величину +3.52. Масса превышает солнечную более чем в 15 раз, температура поверхности - 15843 К.